# José Rafael de Aguilar
José Rafael de Aguilar (San Salvador, alcaldía mayor de San Salvador, Capitanía General de Guatemala; 24 de octubre de 1750-San Salvador, intendencia de San Salvador, Capitanía General de Guatemala; 10 de mayo de 1820) fue un capitán y hacendado que participó en los movimientos independentistas de 1811 y 1814. En el primer movimiento sería designado como comandante de las milicias de San Salvador, cargo que ejercería hasta la llegada desde Guatemala de José Alejandro de Aycinena como nuevo intendente; mientras que después del segundo movimiento sería capturado y reducido a prisión hasta el año de 1818, cuando se acogería al indulto que el rey Fernando VII había decretado.

## Biografía
José Rafael de Aguilar y Armenteras nació en la ciudad de San Salvador, alcaldía mayor de San Salvador, Capitanía General de Guatemala el 24 de octubre de 1750; siendo hijo de José de Aguilar y León (tío de los presbíteros hermanos Aguilar), y de Ana de Armenteras. Se dedicaría a la carrera de las armas, alcanzando el rango de capitán; y también sería un rico hacendado. El 17 de diciembre de 1781 contraería matrimonio con su prima Josefa de Arce y León (hermana de Bernardo José de Arce); posteriormente, al quedar viudo contraería segundas nupcias con Dolores Camposeco; y luego de quedar viudo de nuevo, se casaría en terceras nupcias con Josefa Escamilla.
En 1810, según informa el intendente de San Salvador Antonio Gutiérrez y Ulloa, tenía en el partido o distrito de Opico una hacienda llamada Guitiupa, que estaba ubicada 6 y media leguas al norte de Quezaltepeque (cabecera de dicho partido), que estaba dedicada a la crianza de ganado y cultivo de maíz, y que era de temperamento cálido y muy enfermizo.
En el cabildo abierto, celebrado el 5 de noviembre de 1811 (al comienzo del primer movimiento independentista), sería designado como comandante de las milicias de la ciudad, en sustitución del peninsular y teniente coronel José Rosi. Dicho nombramiento sería ratificado en el cabildo abierto del 6 de noviembre, a la vez que se le nombraría como ayudante a su sobrino Fernando Palomo y Aguilar.
El 11 de noviembre de 1811 recibiría, de parte del maestro contador e intendente interino José Mariano Batres y Asturias, mil pesos de las cajas reales para que los gastase en lo necesario para la defensa de la ciudad, ante un posible ataque proveniente de San Vicente, San Miguel o Sonsonate. Dicho ataque al final no ocurriría, ya que el ayuntamiento de Guatemala decidiría enviar al coronel José Alejandro de Aycinena como intendente interino para que negociase con los insurgentes; poniendo de ese modo fin al primer movimiento independentista. En el año de 1812 se desempeñaría como uno de los regidores de San Salvador.
En enero de 1814 participaría en el segundo movimiento independentista; después del cual sería arrestado y sentenciado a prisión junto con los demás líderes y participantes de ese movimiento. Permaneciendo encarcelado hasta el 4 de julio de 1818, cuando la Real Audiencia de Guatemala ratificó el indulto que el rey Fernando VII había decretado para que quedasen en libertad los que habían participado en las insurrecciones. Fallecería en San Salvador el 10 de mayo de 1820.